# 디스트럭션 베이비즈
《디스트럭션 베이비즈》(일본어: ディストラクション・ベイビーズ)는 2016년에 공개된 일본의 액션 드라마 영화이다. 감독은 마리코 테츠야. 주연은 야기라 유야. 에히메현 마츠야마시를 무대로 하고 있다.

## 출연
- 아시하라 타이라 - 야기라 유야
- 키타하라 유야 - 스다 마사키
- 나나 - 코마츠 나나
- 아시하라 쇼타 - 무라카미 니지로
- 켄지 - 키타무라 타쿠미
- 미우라 싱고 - 이케마츠 소스케
- 고노 준페이 - 미우라 마사키
- 콘도 가즈오 - 덴덴
- 그 외 - 이와세 료, 캔디・원, 테이 류신, 오카야마 아마네, 요시무라 카이토, 마츠우라 신

## 스태프
- 감독 - 마리코 테츠야
- 각본 - 마리코 테츠야, 키야스 코헤이
- 제작 - 카미타니 레이, 모리구치 카즈노리, 오오타 카즈히로, 왕육아, 아난 마사히로
- 프로듀서 - 니시가야 토시카즈, 니시노미야 유키, 오다기리 겐조, 이시 케이 세이
- 촬영 - 사사키 야스유키
- 편집 - 리 에이미
- 미술 - 이와모토 히로노리
- 녹음 - 타카다 신야
- 의상 - 오자토 사치코
- 헤어 메이크업 - 미야모토 마나미
- 특수 분장 - JIRO
- 액션 코디네이터 - 소노무라 켄스케
- 음악 - 무카이 히데노리
- 주제가 - 무카이 히데노리 〈約束〉
- 제작·배급·선전 - 도쿄 테아토르
- 제작 간사 - DLE
- 제작 - 〈디스트럭션 베이비즈〉 제작위원회 (DLE, 쇼치쿠 미디어 사업부 도쿄 극장, 드림 키즈, 오카라 국제 엔터테인먼트, 에이벡스·음악·출판)

## 수상 및 후보

### 해외
- 제69회 로카르노 국제 영화제 (2016년)
  - 신진 감독 경쟁 부문 최우수 신진 감독상 (마리코 테츠야)
- 제38회 낭트 3대륙 영화제 (2016년)
  - 실버 기구상 (준그랑프리)

### 일본 내
| 연도 | 상                           | 부문                                 | 수상자(작)                                         | 결과  |
| ---- | ---------------------------- | ------------------------------------ | -------------------------------------------------- | ----- |
| 2016 | 제8회 TAMA영화상             | 특별상                               | 마리코 테츠야와 야기라 유야 및 스태프, 캐스트 일원 | 수상  |
| 2016 | 제8회 TAMA영화상             | 최우수 신진 남자배우상               | 무라카미 니지로                                    | 수상  |
| 2016 | 제8회 TAMA영화상             | 최우수 신진 여자배우상               | 코마츠 나나                                        | 수상  |
| 2016 | 제41회 호치 영화상           | 감독상                               | 마리코 테츠야                                      | 후보  |
| 2016 | 제41회 호치 영화상           | 남우주연상                           | 야기라 유야                                        | 후보  |
| 2016 | 제41회 호치 영화상           | 남우조연상                           | 스다 마사키                                        | 후보  |
| 2016 | 제38회 요코하마 영화제       | 2016년 일본 영화 베스트 텐           | 디스트럭션 베이비즈                                | 제3위 |
| 2016 | 제38회 요코하마 영화제       | 모리타 요시미츠 메모리얼 신인 감독상 | 마리코 테츠야                                      | 수상  |
| 2016 | 제38회 요코하마 영화제       | 촬영상                               | 사사키 야스유키                                    | 수상  |
| 2016 | 제38회 요코하마 영화제       | 남우주연상                           | 야기라 유야                                        | 수상  |
| 2016 | 제38회 요코하마 영화제       | 남우조연상                           | 스다 마사키                                        | 수상  |
| 2016 | 제38회 요코하마 영화제       | 신인여배우상                         | 코마츠 나나                                        | 수상  |
| 2016 | 제38회 요코하마 영화제       | 신인남배우상                         | 무라카미 니지로                                    | 수상  |
| 2017 | 제90회 키네마 준보 베스트 텐 | 일본 영화 베스트 텐                  | 디스트럭션 베이비즈                                | 제4위 |
| 2017 | 제90회 키네마 준보 베스트 텐 | 남우주연상                           | 야기라 유야                                        | 수상  |
| 2017 | 제90회 키네마 준보 베스트 텐 | 신인여배우상                         | 고마츠 나나                                        | 수상  |
| 2017 | 제90회 키네마 준보 베스트 텐 | 신인남배우상                         | 무라카미 니지로                                    | 수상  |
| 2017 | 제71회 마이니치 영화 콩쿠르  | 남우주연상                           | 야기라 유야                                        | 후보  |
| 2017 | 제71회 마이니치 영화 콩쿠르  | 남우조연상                           | 스다 마사키                                        | 후보  |
| 2017 | 제71회 마이니치 영화 콩쿠르  | 음악상                               | 무카이 히데노리                                    | 후보  |
| 2017 | 제26회 도쿄 스포츠 영화 대상 | 작품상                               | 디스트럭션 베이비즈                                | 후보  |
| 2017 | 제26회 도쿄 스포츠 영화 대상 | 감독상                               | 마리코 테츠야                                      | 후보  |
| 2017 | 제26회 도쿄 스포츠 영화 대상 | 남우주연상                           | 야기라 유야                                        | 후보  |
| 2017 | 제26회 도쿄 스포츠 영화 대상 | 남우조연상                           | 스다 마사키                                        | 수상  |
| 2017 | 제26회 도쿄 스포츠 영화 대상 | 신인상                               | 고마츠 나나                                        | 후보  |
| 2017 | 제26회 도쿄 스포츠 영화 대상 | 신인상                               | 무라카미 니지로                                    | 후보  |

### 내용주
1. ↑  《나츠미의 반딧불》, 《안녕》과 함께 수상했다.
2. ↑  《쿠로사키군의 말대로는 되지 않아》, 《바쿠만》, 《매니악 히어로 -생활-》과 함께 수상했다.
3. ↑  《물에 빠진 나이프》, 《쿠로사키군의 말대로는 되지 않아》, 《매니악 히어로 -생활-》과 함께 수상했다.
4. ↑  《나츠미의 반딧불》과 함께 수상했다.

### 참조주
1. ↑  “『디스트럭션 베이비즈』&『낮비』, 몬마 유스케가 “위험한 영화”를 분석 (1/2)”. 《리얼 사운드 영화부》. 2016년 5월 25일. 2016년 6월 6일에 확인함.
2. ↑  “「디스트럭션 베이비즈」「단지」가 최우수 작품상에 제8회 TAMA영화상 결과 발표”. 《영화 나탈리》. 2016년 10월 6일. 2016년 10월 7일에 확인함.
3. ↑  “호치 영화상 후보 목록”. 스포츠 호치. 2017년 5월 16일에 원본 문서에서 보존된 문서. 2020년 8월 2일에 확인함.
4. ↑  “키네마 준보 베스트 텐 결정 「이 세상의 한구석에」 「허드슨강의 기적」이 1위에”. 《영화 나탈리》. 2017년 1월 10일. 2017년 1월 10일에 확인함.
5. ↑  “제71회 마이니치 영화 콩쿠르 : 마음에 육박한 일본 영화 대상·일본 영화 우수상 후보작”. 《마이니치 신문》. 2016년 12월 16일. 2020년 4월 19일에 원본 문서에서 보존된 문서. 2020년 8월 2일에 확인함.
6. ↑  “「제26회 도쿄 스포츠 영화 대상」 후보 결정 2·26 시상식”. 도쿄 스포츠 신문사. 2017년 1월 5일. 2017년 1월 12일에 원본 문서에서 보존된 문서. 2020년 8월 2일에 확인함.

## 참고 문헌
- 〈디스트럭션 베이비즈〉 오피셜 북 아키서점, 2016년.  ISBN 9784750514734.